# Physiculus beckeri
Physiculus beckeri är en fiskart som beskrevs av Shcherbachev, 1993. Physiculus beckeri ingår i släktet Physiculus och familjen Moridae. Inga underarter finns listade i Catalogue of Life.